# Альберт Джозеф Гілл
Альберт Джозеф Гілл (англ. Albert Joseph Hill; 10 жовтня 1940, Чикаго — 26 червня 2022, Південна Каліфорнія) — американський ботанік, систематик рослин. Ботанічна абревіатура А. Дж. Гілла — A.J.Hill.
Альберт (Ел) Гілл народився 10 жовтня 1940 в Чикаго в родині Гарві Гілла та його дружини Дороті. Родина переїхала до Південної Каліфорнії, коли Елові було 2 роки. Альберт закінчив Університет Каліфорнії в Лос-Анджелесі (UCLA) зі ступенем магістра ботаніки. Він отримав роботу в Берклі старшим ботаніком Ботанічного саду Університету Каліфорнії в Берклі.
Ел Гілл мав багато захоплень — він провадив невелику друкарню, займався комп'ютерним програмуванням та створив лазерне шоу, яке кілька років використовувалось у нічному клубі в Сан-Франциско.
Як ботанік, він вивів і зареєстрував два нові сорти орхідей зозулиних черевичків та опублікував монографію, присвячену рідкісній рослині з родини лілієвих Calochortus tiburonensis — ендемікові округу Марін у Каліфорнії.
Помер 26 червня 2022, Південна Каліфорнія.